# إيفانغيلين باسكوال
إيفانغيلين باسكوال هي متسابقة ملكة الجمال وممثلة فلبينية، ولدت في 30 نوفمبر 1956 في مانيلا في الفلبين.

## وصلات خارجية
- إيفانغيلين باسكوال على موقع IMDb (الإنجليزية)
- إيفانغيلين باسكوال على موقع قاعدة بيانات الفيلم (الإنجليزية)